# Paul J. Moore
Paul John Moore (* 5. August 1868 in Newark, New Jersey; † 10. Januar 1938 ebenda) war ein US-amerikanischer Politiker. Zwischen 1927 und 1929 vertrat er den Bundesstaat New Jersey im US-Repräsentantenhaus.

## Werdegang
Paul Moore besuchte die öffentlichen Schulen seiner Heimat sowie das St. Benedict’s College. Am 1. November 1892 begann er eine Laufbahn bei der städtischen Feuerwehr in Newark. Moore blieb bis zum August 1924 aktiv im Feuerwehrdienst. Zum Zeitpunkt seines Ausscheidens aus der Feuerwehr war er leitender Maschinist. In den folgenden Jahren handelte er mit Brandbekämpfungsmitteln. Politisch war er Mitglied der Demokratischen Partei.
Bei den Kongresswahlen des Jahres 1926 wurde Moore im achten Wahlbezirk von New Jersey in das US-Repräsentantenhaus in Washington, D.C. gewählt, wo er am 4. März 1927 die Nachfolge von Herbert W. Taylor antrat. Da er im Jahr 1928 dem Republikaner Fred A. Hartley unterlag, konnte er bis zum 3. März 1929 nur eine Legislaturperiode im Kongress absolvieren. Nach dem Ende seiner Zeit im US-Repräsentantenhaus arbeitete Moore wieder als Händler für Brandbekämpfungsmittel in Newark, wo er am 10. Januar 1938 starb.